# Elizabeth Tsurkov
Elizabeth Tsurkov (en hebreo: אליזבט צורקוב‎, San Petersburgo, Rusia, 11 de noviembre de 1986) es una investigadora ruso-israelí que fue secuestrada en Bagdad en marzo de 2023, y está retenida por el grupo Kataeb Hezbolá, una milicia iraquí respaldada por Irán. La milicia negó su implicación con el secuestro por meses. El 13 de noviembre de 2023, la televisión iraquí emitió un vídeo de su secuestro.

## Biografía
Tsurkov nació en San Petersburgo, Rusia, de padres judíos que se trasladaron a Israel cuando Tsurkov tenía cuatro años.
Durante su servicio obligatorio en las Fuerzas de Defensa de Israel (FDI), Tsurkov empezó a interesarse por el mundo árabe. En 2011, comenzó a aprender árabe levantino, tras terminar su licenciatura en estudios internacionales.
Para 2014, Tsurkov trabajaba en la ONG Hotline for Refugees and Migrants (en español: Línea Directa para Refugiados y Migrantes).
Tsurkov también trabajó como ayudante del político israelí Natán Sharanski.
Tsurkov es una estudiante de doctorado de la Universidad de Princeton que viajó a Irak para realizar una investigación académica.Es becaria no residente del New Lines Institute for Strategy and Policy, un think tank estadounidense sobre política exterior.Tsurkov trabajó como voluntaria en varias organizaciones de derechos humanos en Medio Oriente, promoviendo los derechos de los palestinos, los refugiados, los migrantes, víctimas de tortura, víctimas de la trata de personas y varias minorías. Tsurkov se opuso vehementemente a la ocupación israelí de Cisjordania y a sus operaciones militares contra Gaza.
Tsurkov ha escrito sobre Medio Oriente, y en particular sobre la guerra civil siria, para publicaciones como +972 Magazine, The Forward, Haaretz, The New York Times, y The Washington Post.

## Secuestro
En enero de 2023, Tsurkov entró en Irak con su pasaporte ruso. Estaba de visita en Irak para realizar una investigación de campo en Irak para su tesis doctoral en la Universidad de Princeton, según confirmó el portavoz adjunto de la universidad el mismo año. Varios académicos y empleados de Princeton, entre ellos los profesores Amaney Jamal, Tali Mendelberg y Mark Beissinger, estaban al tanto de su investigación en Bagdad.
Tsurkov se puso en contacto con un clérigo chiita llamado Ahmed Alwani con la intención de reunirse con su primo Muhammad Alwani, un oficial de alto rango en Kataeb Hezbolá en Irak. Cuando los dos hombres descubrieron la ciudadanía israelí de Tsurkov, decidieron secuestrarla. Tsurkov fue secuestrada el 21 de marzo de 2023, mientras estaba sentada en una cafetería del distrito de Karrada de Bagdad.

### Reacciones
Poco después de su desaparición, un sitio web de noticias iraquí afirmó que las autoridades iraquíes estaban interrogando a un ciudadano iraní relacionado con el secuestro.
A comienzos de julio de 2023, el primer ministro israelí, Benjamín Netanyahu, confirmó que Tsurkov había sido secuestrada y acusó a Kataeb Hezbolá de haberla raptado, lo que éstos negaron. El gobierno iraquí afirmó que estaba investigando la desaparición de Tsurkov, pero que hasta el momento no tenía respuestas.
El 8 de septiembre, las organizaciones de derechos humanos Amnistía Internacional, Human Rights Watch, SAR Académicos en riesgo y Democracy for the Arab World Now se comprometieron con el gobierno iraquí a «garantizar la liberación inmediata e incondicional de Elizabeth Tsurkov».
El 11 de septiembre, los senadores estadounidenses Bob Menéndez y Cory Booker le escribieron una carta pidiendo al presidente Joe Biden que presionara al gobierno iraquí para la liberación de Tsurkov. El 13 de septiembre, un portavoz de Princeton declaró que la universidad «...sigue en comunicación con los funcionarios gubernamentales y expertos pertinentes para comprender cuál es la mejor manera de apoyar el regreso seguro de Elizabeth con su familia y sus estudios en Princeton».
El 13 de noviembre de 2023, un vídeo de 4 minutos de Tsurkov fue difundido en Telegram y posteriormente emitido por Al Rabiaa TV. En el vídeo, que no pudo ser autentificado, Tsurkov dice que había estado detenida durante siete meses, aunque no identifica a sus captores ni el lugar en el que se encontraba, y menciona la guerra Israel-Hamás de 2023. Tsurkov dice en el vídeo que había estado trabajando para la CIA y el Mossad, algo que la familia de Tsurkov ha negado.Varios expertos iraquíes dudaron de la confesión y determinaron que se había realizado bajo coacción y que, por lo tanto, era falsa.